# Cyrille Regis
Cyrille Regis (* 9. Februar 1958 in Maripasoula, Französisch-Guayana; † 14. Januar 2018) war ein englischer Fußballspieler, der vor allem Ende der 1970er Jahre gemeinsam mit Laurie Cunningham und Brendon Batson – in Anlehnung an das gleichnamige Musiktrio – als die „Three Degrees“ in die englische Fußballgeschichte einging. Die Besonderheit lag darin, dass zu diesem Zeitpunkt schwarze Spieler im englischen Profifußball immer noch eine Ausnahme waren und mit Regis, Cunningham und Batson gleich drei schwarze Spieler in der Mannschaft von West Bromwich Albion standen.

## Sportliche Laufbahn
Der im Westen von Französisch-Guayana in der Gemeinde Maripasoula geborene Cyrille Regis zog als Jugendlicher nach England. Dort arbeitete er als Elektriker und spielte in seiner Freizeit für die Amateurmannschaft des FC Hayes. Beim FC Hayes wurde er von Ronnie Allen entdeckt, der ihn wiederum seinem Arbeitgeber und Erstligisten West Bromwich Albion empfahl. Die Ablösesumme betrug 5.000 Pfund und in der Mannschaft von Trainer Johnny Giles sollte Regis 1977 an der Seite von Laurie Cunningham, einem weiteren schwarzen Spieler, agieren. Dieses Duo erweiterte sich ein Jahr später, als Brendon Batson zu „WBA“ wechselte, zu einem Trio. Weitere 5.000 Pfund waren übrigens im weiteren Verlauf an den FC Hayes zu zahlen, da diese Summe beim ursprünglichen Transfer für den Fall ausgehandelt hatte, dass Regis Nationalspieler werden sollte.
Regis agierte auf der Mittelstürmerposition und mit einem überdurchschnittlichen Durchsetzungsvermögen machte sich der antrittsschnelle Angreifer auf Anhieb in der höchsten englischen Spielklasse einen Namen. Anfängliche Unmutsbekundungen von Seiten des eigenen Anhangs angesichts seiner Hautfarbe ließen rasch nach und wandelten sich in große Anerkennung ob der hohen Trefferquote des Nachwuchsspielers. Nach dem frühen persönlichen Höhepunkt im Jahr 1978, als er von der Spielergewerkschaft PFA zum besten Jungprofi („PFA Young Player of the Year“) ausgezeichnet wurde, kam er zwischen 1982 und 1987 zu fünf Länderspielen in der englischen Nationalmannschaft. Mit seinem Weitschusstreffer in einem FA-Cup-Spiel gegen Norwich City gewann er zudem die Wahl zum „Tor der Saison 1981/82“. Seinen ersten bedeutenden Titel konnte er jedoch erst mit seinem zweiten Verein gewinnen. Im Oktober 1984 schloss sich Regis dem Ligakonkurrenten Coventry City an und war dort 1987 im FA Cup siegreich. Beim 3:2-Finalsieg gegen Tottenham Hotspur erzielte er dabei per Kopfball einen Treffer, der jedoch vom Schiedsrichter nicht anerkannt wurde. Im selben Jahr verabschiedete er sich mit einem 20-Minuten-Einsatz von der englischen Auswahl beim 8:0-Kantersieg gegen die Türkei.
1991 verließ Regis Coventry City, um künftig an der Seite von Dalian Atkinson für Aston Villa zu spielen. Aber bereits nach einer Spielzeit sanken ab der Saison 1992/93 seine Perspektiven in der Stammformation. Der Neuzugang Dean Saunders verdrängte Regis aus der Mannschaft, und da Villa erfolgreich die Vizemeisterschaft gewann, wurde Regis in die zweite Liga an die Wolverhampton Wanderers abgeschoben. Aber auch dort fand er sein sportliches Glück nicht mehr und kam an Steve Bull und David Kelly nicht dauerhaft vorbei. Nach einer Saison war der Drittligist Wycombe Wanderers die nächste Station von Cyrille Regis.
Ein weiteres Jahr später wurde Chester City seine letzte Station als Profifußballer. Zu Beginn erlangte er die alte Torgefährlichkeit zurück. Der 2:1-Sieg im Februar 1996 gegen die Doncaster Rovers war dann aber bereits das letzte Profispiel in der Karriere von Regis. Im Oktober 1996 gab er nach mehreren Monaten den Kampf für ein Comeback auf und verkündete seinen Rücktritt. Insgesamt konnte er in seiner 19-jährigen Profilaufbahn auf 159 Tore in 610 Meisterschaftsspielen verweisen.

## Abseits des Spielfelds
Regis verlor 1989 nach einem Autounfall seinen Freund und ehemaligen Mannschaftskameraden Laurie Cunningham. Bereits zwei Jahre zuvor waren beide an einem weiteren Autounfall beteiligt gewesen, und nach eigenen Angaben war der Tod seines Freundes für Regis das „Erweckungserlebnis“ hin zum Christentum.
Nach seinem Rücktritt als Fußballer arbeitete Regis in verschiedenen Kotrainerfunktionen und wurde später als Spieleragent Teil der Stellar Group Ltd. Er ist ein Onkel von Jason Roberts, der es ebenfalls als Profifußballer bis in die höchste Spielklasse schaffte. Außerdem ist er ein Cousin des ehemaligen Leichtathleten John Regis.
Auch noch lange nach seiner aktiven Zeit war Regis bei den Anhängern von West Bromwich Albion populär. Bei einer Online-Wahl der BBC im Jahr 2004 gewann er den Titel des „ewigen Kultstars“ mit 65 % der Stimmen. Anlässlich der 125-Jahr-Feier gelang ihm zudem der Sprung in die Auswahl der 16 besten Spieler des Vereins.
2019 wurde Regis postum in die English Football Hall of Fame aufgenommen.

## Erfolge
- Englischer Pokalsieger: 1987